# Pusztaföldvár
Pusztaföldvár är en ort i Ungern. Den ligger i provinsen Békés, i den centrala delen av landet, 170 km sydost om huvudstaden Budapest. Pusztaföldvár ligger 88 meter över havet och antalet invånare är 1 887.